# Aníbal Silveira
Aníbal Cipriano da Silveira Santos (São Roque, 17 de março de 1902 - São Paulo, 16 de agosto de 1979) foi um médico brasileiro, um dos pioneiros da psiquiatria no Brasil.

## Biografia
Formou-se em medicina em 28 de janeiro de 1931 pela Faculdade de Medicina da Universidade de São Paulo, além de ter recebido posteriormente o título de psicólogo.
Exerceu no Hospital do Juqueri as funções de anatomopatologista, psiquiatra, médico interno, residente e chefe de clínica.
Desde 1935, começou a utilizar sistematicamente a prova de Rorschach em suas pesquisas e nos exames de pacientes.
Em 1941 obteve o título de livre-docente da cadeira de clínica psiquiátrica da FMUSP, defendendo a tese O Método
de Meduna em Esquizofrênicos Crônicos.
Entre 1941 e 1943, nos Estados Unidos, foi fellow em fisiologia do córtex cerebral na John Simon Guggenheim Memorial Foundation e assistente de pesquisas psiquiátricas da Universidade de Chicago, em Illinois.
Publicou sua primeira sistematização pessoal do Psicodiagnóstico de Rorschach em 1943.
Em 1949, foi um dos membros fundadores da Sociedade Internacional de Rorschach.
Em 1964 apresentou tese de livre-docência defendida na Escola Paulista de Medicina.
Morreu de forma abrupta.

## Cargos exercidos
- Professor de psicopatologia na Faculdade de Filosofia, Ciências Humanas e Letras da USP;
- Chefe do Departamento de Psiquiatria da Faculdade de Ciências Médicas da Universidade de Campinas;
- Coordenador do Departamento de Psiquiatria da Faculdade de Medicina de Jundiaí;
- Diretor da Faculdade de Medicina de Jundiaí;

## Homenagens
É patrono nas seguintes academias:
- Academia de Medicina de São Paulo - cadeira 87;
- Academia Paulista de Psicologia - cadeira 14.